# سفر سهراب
سفر سهراب مستندی پرتره به نویسندگی، کارگردانی و تهیه کنندگی امید عبدالهی است.

## داستان
فیلم پرتره‌ای متفاوت دربارهٔ مقطعی از زندگی و کار سهراب شهیدثالث، فیلمساز فقید سینمای ایران است. در این مستند بلند، برای نخستین بار از تصاویر ویدئویی و عکس‌های دیده نشده‌ای از سهراب شهیدثالث استفاده شده‌ است و مهدی احمدی؛ نقاش و بازیگر سینمای ایران، گفتار متن آن را روایت می کند. «سفر سهراب» در دهمین دورۀ جشنواره بین المللی مستند ایران، سینما حقیقت به نمایش درآمد و در میان نامزدهای دریافت تندیس "هنر و تجربه"  قرار گرفت. 